# Birgitt Kollmann
Birgitt Kollmann (geboren 1953 in Duisburg) ist eine deutsche Übersetzerin, die sich auf Kinder- und Jugendliteratur spezialisiert hat. Sie hat insgesamt mehr als hundert Bücher übersetzt.

## Leben und Wirken
Birgitt Kollmann wuchs in Duisburg auf. Am Dolmetscher-Institut (1978 in Institut für Übersetzen und Dolmetschen umbenannt) der Ruprecht-Karls-Universität in Heidelberg studierte sie ab dem Jahr 1972 Englisch, Spanisch und später Schwedisch. 1977 schloss sie ihr Studium in Englisch und Spanisch mit dem akademischen Grad „Diplom-Übersetzer“ ab, im Jahr 1979 folgte die Zusatzprüfung Schwedisch. Ihre Diplomarbeit verfasste sie zum Thema „Zum Problem des Empfängerbezugs am Beispiel von Kinderbuchübersetzungen“.
1979 bis 1988 arbeitete Birgitt Kollmann als Übersetzerin im Sprachendienst der Kreditanstalt für Wiederaufbau (KfW), Frankfurt am Main, von 1982 bis 1988 war sie außerdem Lehrbeauftragte im Fach Schwedisch am Institut für Übersetzen und Dolmetschen. 1990 bis 1996 folgte ein Auslandsaufenthalt in Buenos Aires (Argentinien).
Seit 1996 übersetzte sie rund einhundert literarische Texte aus der Kinder- und Jugendliteratur, vorwiegend aus dem Englischen, vereinzelt auch aus dem Norwegischen, Dänischen und Spanischen.
Birgitt Kollmann hat zwei erwachsene Töchter und lebt in Jugenheim an der hessischen Bergstraße.

## Auszeichnungen
- 2008: Sonderpreis der Deutschen Bischofskonferenz für die Übersetzung des Jugendromans „Running Man“ von Michael Gerard Bauer
- 2018: Preis der Deutschen Bischofskonferenz für die Übersetzung von „Das Jahr, in dem ich lügen lernte“ von Lauren Wolk
- 2019: Deutscher Jugendliteraturpreis[4] in der Sparte Kinderbuch für „Vier Wünsche ans Universum“ von Erin Entrada Kelly
- zwischen 2001 und 2023 dreizehn weitere Nominierungen für den Deutschen Jugendliteraturpreis

## Übersetzungen (Auswahl)
- David Almond, Eoin Colfer, Roddy Doyle, Deborah Ellis, Nick Hornby, Gregory Maguire, Margo Lanagan, Ruth Ozeki, Linda Sue Park, Tim Wynne-Jones: "Klick!". Zehn Autoren erzählen einen Roman
- Laurie Halse Anderson: Sprich
- Michael Gerard Bauer: Running Man
- Juan Villoro, Das wilde Buch (El libro salvaje)
- Mario Alberto Zambrano, Sonne, Mond und Sterne
- Elena Favilli, Francesca Cavallo: Good Night Stories for Rebel Girls. 100 außergewöhnliche Frauen[5]
- Erin Entrada Kelly: Vier Wünsche ans Universum
- Deborah Froese: In meiner Haut
- Alison McGhee: Wie man eine Raumkapsel verlässt (What I Left Behind)
- Sally Nicholls: Wie man unsterblich wird. Jede Minute zählt
- Joyce Carol Oates: Mit offenen Augen. Die Geschichte von Freaky Green Eyes
- Joyce Carol Oates: Nach dem Unglück schwang ich mich auf, breitete meine Flügel aus und flog davon
- Sara Pennypacker: Mein Freund Pax[6]
- Janne Teller: Alles – worum es geht (gemeinsam mit Sigrid Engeler)
- Louis Sachar: Löcher. Die Geheimnisse von Green Lake
- Lauren Wolk: Das Jahr, in dem ich lügen lernte
- Lauren Wolk: Eine Insel zwischen Himmel und Meer
- Daniel Handler: 43 Gründe, warum es AUS ist
- Katya Balen: October, October